# Concursul Muzical Eurovision 1967
Eurovision 1967 a fost cel de al doisprezecelea concurs muzical Eurovision. 

## Rezultate
|    | Țara          | Limba      | Artist             | Piesă                                 | Traducere                              | Loc | Punctaj |
| -- | ------------- | ---------- | ------------------ | ------------------------------------- | -------------------------------------- | --- | ------- |
| 01 | Țările de Jos | Olandeză   | Thérèse Steinmetz  | "Ring-dinge-ding"                     | Ring-ding-ding                         | 14  | 2       |
| 02 | Luxemburg     | Franceză   | Vicky Leandros     | "L'amour est bleu"                    | Iubirea e albastră                     | 4   | 17      |
| 03 | Austria       | Germană    | Peter Horton       | "Warum es hunderttausend Sterne gibt" | De ce sunt aici o sută de mii de stele | 14  | 2       |
| 04 | Franța        | Franceză   | Noëlle Cordier     | "Il doit faire beau là-bas"           | Trebuie să fie vreme plăcută acolo     | 3   | 20      |
| 05 | Portugalia    | Portugheză | Eduardo Nascimento | "O vento mudou"                       | Vântul schimbat                        | 12  | 3       |
| 06 | Elveția       | Franceză   | Géraldine          | "Quel cœur vas-tu briser?"            | Ce inimă ai de gând să frângi?         | 17  | 0       |
| 07 | Suedia        | Suedeză    | Östen Warnerbring  | "Som en dröm"                         | Ca un vis                              | 8   | 7       |
| 08 | Finlanda      | Finalndeză | Fredi              | "Varjoon - suojaan"                   | La umbră - pentru siguranță            | 12  | 3       |
| 09 | Germania      | Germană    | Inge Brück         | "Anouschka"                           | -                                      | 8   | 7       |
| 10 | Belgia        | Olandeză   | Louis Neefs        | "Ik heb zorgen"                       | Sunt îngrijorat                        | 7   | 8       |
| 11 | Regatul Unit  | Engleză    | Sandie Shaw        | "Puppet on a String"                  | Marionetă pe o sfoară                  | 1   | 47      |
| 12 | Spania        | Spaniolă   | Raphael            | "Hablemos del amor"                   | Să vorbim despre iubire                | 6   | 9       |
| 13 | Norvegia      | Norvegiană | Kirsti Sparboe     | "Dukkemann"                           | Om marionetă                           | 14  | 2       |
| 14 | Monaco        | Franceză   | Minouche Barelli   | "Boum-Badaboum"                       | Bum-Badabum                            | 5   | 10      |
| 15 | Iugoslavia    | Slovenă    | Lado Leskovar      | "Vse rože sveta"                      | Toate florile din lume                 | 8   | 7       |
| 16 | Italia        | Italiană   | Claudio Villa      | "Non andare più lontano"              | Nu te duce mai departe                 | 11  | 4       |
| 17 | Irlanda       | Engleză    | Sean Dunphy        | "If I Could Choose"                   | Dacă aș putea alege                    | 2   | 22      |